# Чамбыт, Борис Салчакович
Борис Салчакович Чамбыт (род. 23 августа 1946) — композитор, заслуженный работник культуры Тувинской АССР (1990).

## Биография
Родился 23 августа 1946 года в селе Коп-Соок (сейчас входит в состав села Кызыл-Даг) в многодетной семье. После смерти матери его отдали на воспитание в Ак-Дуругский детский дом. Окончил Кызылское училище искусств по специальности «режиссер», затем заочно — Восточно-Сибирский институт культуры.

## Деятельность
Трудовую деятельность начал в 1966 году, после окончания средней школы в Ак-Дуругском детском доме и школы хоровиков-баянистов при Министерстве культуры Тувинской АССР, в качестве баяниста Тээлинского РДК. Работал в сфере культуры: преподавателем Детской музыкальной школы, художественным руководителем РДК, директором районного Дома культуры, корреспондентом республиканской молодежной газеты «Тыванын аныяктары» (1972—1974). Был музыкальным руководителем кожуунного литературно-музыкального объединения «Монгулек». Одаренный музыкант много работал в сфере песенного творчества. С мая 1993 года по 2008 год работал заведующим отделом культуры Бай-Тайгинской кожуунной администрации. В 2000 году выбран депутатом в Палату Представителей Верховного Хурала РТ. В 1967 году вышла его первая песня «Чушкурбейн баарын ол бе?» на слова Оолета Чимита. Его песни отличаются ярким лиризмом, национальным колоритом, отличительной самобытностью, навеяны современными событиями, популярны и любимы в народе. В свободное время писал стихи, которые печатались в республиканском альманахе «Улуг-Хем».

## Сочинения
- «Хемчиим бажы Бай-ла-Тайгам» ("Моя бай-Тайга в истоках Хемчика)
- «Шурумаа»
- «Ырлаксаныг Бай-ла-Тайгам» («Бай-Тайга, о которой хочется петь»)
- «Ырым сенде — Улуг-Хемим» («Истоки песен моих — ты, Улуг-Хем») 1978
- «Шокар аъттыг уруг» (Девушка на кравчатом коне) 1995
- «Торээн Тывам — Алдын черим» (Родная Тува — Золотая земля) 2014 и др.

## Награды и звания
- Лауреат Всероссийских смотров народного творчества[2]
- Победитель различных конкурсов министерства культуры Тувинской АССР, обкома ВЛКСМ, Гостелерадио
- Заслуженный работник культуры Тувинской АССР (1990)
- Юбилейная медаль в честь 100-летия образования Тувинской Народной Республики (2021)[3]